# Dissay
Dissay é uma comuna francesa na região administrativa da Nova Aquitânia, no departamento de Vienne. Estende-se por uma área de 23,71 km². Em 2010 a comuna tinha 3 286 habitantes (densidade: 138,6 hab./km²).